# Requisitos de visto para cidadãos portugueses
Os requisitos de visto para cidadãos portugueses são as restrições administrativas de entrada impostas pelas autoridades dos outros estados aos cidadãos de Portugal.

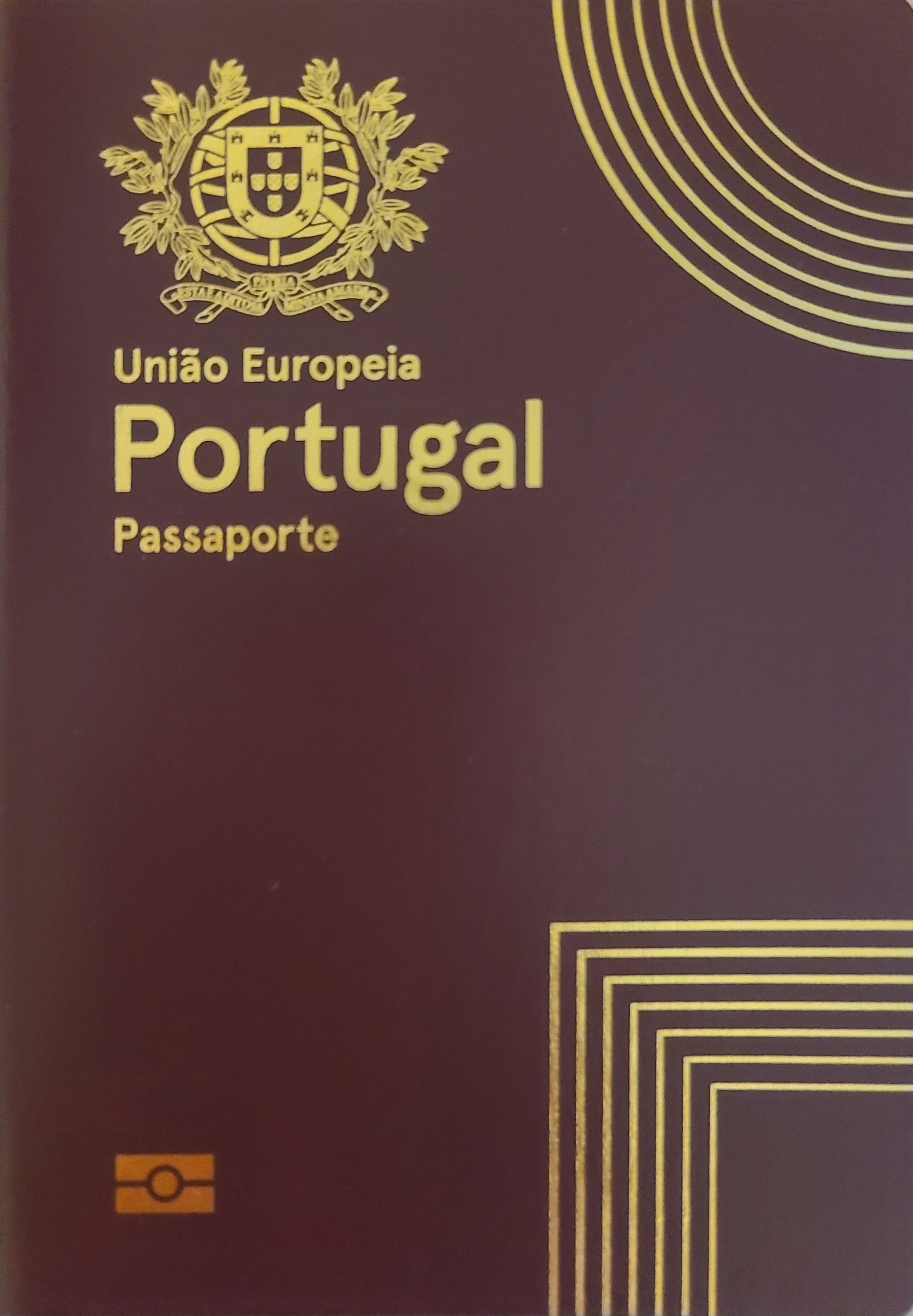
Um passaporte português.

Em 2025, os cidadãos Portugueses tinham acesso sem visto ou com visto à chegada a 188 países e territórios, classificando o passaporte português em 4.º lugar a nível mundial, de acordo com o Henley Passport Index.

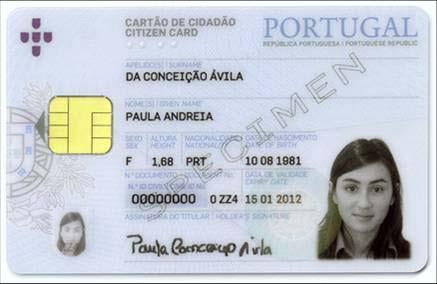
O cartão de identidade português é válido para viajar para a generalidade dos países europeus.

## Mapa com requisitos de visto

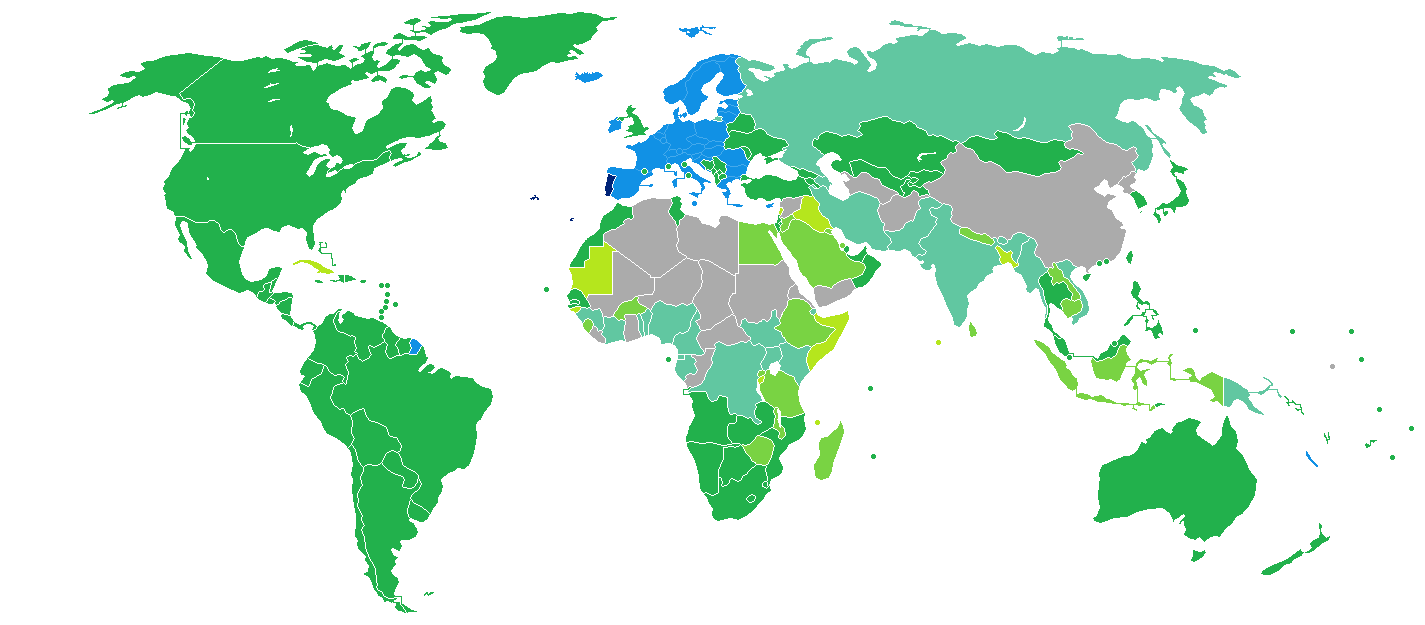
Requisitos de visto para cidadãos Portugueses titulares de passaportes ordinários (regulares)
Portugal
Liberdade de circulação
Não requer visto / ESTA / eTA / eVisitor
Visto à chegada
eVisa
Visto disponível tanto à chegada quanto em linha (online)
Visto obrigatório antes da chegada

## Requisitos de visto
| País                           | Regime de visto                        | Tempo de permanência | Observações (excluindo taxas de partida) | Reciprocidade |
| ------------------------------ | -------------------------------------- | -------------------- | --- | ------------- |
| Afeganistão                    | Requer visto                           |                      | | √             |
| África do Sul                  | Não requer visto                       | 90 dias              | | X             |
| Albânia                        | Não requer visto                       | 90 dias              | - Cartão de cidadão é aceite como documento de viagem | √             |
| Alemanha                       | Liberdade de movimento                 |                      | - Cartão de cidadão é aceite como documento de viagem | √             |
| Andorra                        | Não requer visto                       |                      | - Cartão de cidadão é aceite como documento de viagem | √             |
| Angola                         | Não requer visto                       | 30 dias              | - 30 dias para cada entrada. Permanência total máxima de 90 dias no período de um ano. - Obrigatória a apresentação do Certificado Internacional de Vacinação. | X             |
| Antígua e Barbuda              | Não requer visto                       | 6 meses              | | √             |
| Arábia Saudita                 | eVisa / Visto na chegada               | 90 dias              | | X             |
| Argélia                        | Requer visto                           |                      | | √             |
| Argentina                      | Não requer visto                       | 90 dias              | | √             |
| Armênia                        | Não requer visto                       | 180 dias             | | X             |
| Austrália                      | Não requer visto                       | 90 dias              | - Autoridade Eletrônica de Viagem (ETA) também está disponível para cidadãos portugueses - 90 dias a cada período de visita dentro de 12 meses, caso concedido - Aquando em trânsito pela Austrália por menos de 8 horas, não é necessário o ETA. | √             |
| Áustria                        | Liberdade de movimento                 |                      | - Cartão de cidadão é aceite como documento de viagem | √             |
| Azerbaijão                     | eVisa                                  | 30 dias              | | X             |
| Bahamas                        | Não requer visto                       | 3 meses              | | √             |
| Bahrein                        | eVisa / Visto na chegada               | 30 dias              | - Visto pode ser emitido na chegada para uma permanência de até 30 dias - eVisa emitido por 30 dias, prorrogação também é possível. | X             |
| Bangladesh                     | Visto na chegada                       | 30 dias              | - Não está disponível em todos os pontos de entrada. | X             |
| Barbados                       | Não requer visto                       | 3 meses              | | √             |
| Bélgica                        | Liberdade de movimento                 |                      | - Cartão de cidadão é aceite como documento de viagem | √             |
| Belize                         | Não requer visto                       | 1 mês                | | X             |
| Benim                          | eVisa                                  | 30 dias              | - Obrigatória a apresentação do Certificado Internacional de Vacinação.. | X             |
| Bielorrússia                   | Não requer visto                       | 30 dias              | - Deve chegar e partir pelo Aeroporto Nacional de Minsk. | X             |
| Bolívia                        | Não requer visto                       | 90 dias              | | X             |
| Bósnia e Herzegovina           | Não requer visto                       | 90 dias              | - 90 dias, dentro de um período de 6 meses - Cartão de cidadão é aceite como documento de viagem | √             |
| Botsuana                       | Não requer visto                       | 90 dias              | - 90 dias dentro de qualquer período de um ano | X             |
| Brasil                         | Não requer visto                       | 90 dias              | - Os cidadãos portugueses que se beneficiem do estatuto de igualdade de cidadania são elegíveis para carteiras de identidade brasileiras comuns. Gozam de regime especial recíproco em reconhecimento das relações especiais entre Brasil e Portugal. - Os portugueses têm um estatuto especial no Brasil por força de um tratado. Os cidadãos portugueses com residência permanente no Brasil podem requerer direitos civis iguais e, após três anos de residência, também direitos políticos, como os de votar e ser eleitos, como se fossem cidadãos naturalizados do Brasil. - É possível a prorrogação da permanência. | √             |
| Brunei                         | Não requer visto                       | 90 dias              | | √             |
| Bulgária                       | Liberdade de movimento                 |                      | - Cartão de cidadão é aceite como documento de viagem | √             |
| Burkina Faso                   | Visto na chegada                       | 1 mês                | | X             |
| Burundi                        | Visto na chegada                       | 30 dias              | - Cidadãos portugueses agora podem obter um visto na chegada no Aeroporto Internacional de Bujumbura e todas as fronteiras terrestres. | X             |
| Butão                          | Requer visto                           |                      | - Visto pré-aprovado pode ser retirado na chegada. - Taxa de Desenvolvimento Sustentável (SDF) de 200 dólares por dia para quase todos os visitantes do Butão. | √             |
| Cabo Verde                     | Não requer visto                       | 30 dias              | - É obrigatório registar-se online pelo menos cinco dias antes da chegada. | X             |
| Camarões                       | Requer visto                           |                      | - Visto pré-aprovado pode ser retirado na chegada. | √             |
| Camboja                        | eVisa / Visto na chegada               | 30 dias              | - Também possível de se obter online. | X             |
| Canadá                         | Autorização Eletrôncia de Viagem (eTA) | 6 meses              | - Obrigatória a Autorização Eletrônica de Viagem (ETA) quando chega-se por via aérea. | √             |
| Catar                          | Não requer visto                       | 90 dias              | | X             |
| Cazaquistão                    | Não requer visto                       | 30 dias              | | X             |
| Chade                          | Requer visto                           |                      | | √             |
| Chéquia                        | Liberdade de movimento                 |                      | - Cartão de cidadão é aceite como documento de viagem | √             |
| Chile                          | Não requer visto                       | 90 dias              | | √             |
| China                          | Não requer visto                       |                      | - Não requer visto de 15 de outubro de 2024 a 31 de dezembro de 2025 - Não é necessário visto quando em trânsito por até 24 horas pela China (exceto quando se chega por Fuzhou, Huangshan, Mudanjiang, Shenzhen ou Yanji). - Não é necessário visto quando em trânsito por até 72 horas por Changsha, Guilin e Harbin. - Não é necessário visto quando em trânsito por até 144 horas por Chengdu, Chongqing, Dalian, Guangzhou, Hangzhou, Jieyang, Kunming, Nanjing, Ningbo, Pequim, Qingdao, Qinhuangdao, Shenyang, Shenzhen, Shijiazhuang, Tianjin, Wuhan, Xangai, Xiamen e Xi'an. - Hong Kong, Macau e Taiwan contam como terceiros países para as políticas de trânsito sem visto (TWOV) de 24, 72 e 144 horas.                                      | √             |
| Chipre                         | Liberdade de movimento                 |                      | - Cartão de cidadão é aceite como documento de viagem | √             |
| Colômbia                       | Não requer visto                       | 180 dias             | - 90 dias – prorrogáveis para até 180 dias dentro de qualquer período de um período de um ano | √             |
| Comores                        | Visto na chegada                       | 45 dias              | | X             |
| República do Congo             | Requer visto                           |                      | | √             |
| República Democrática do Congo | eVisa                                  | 7 dias               | | √             |
| Coreia do Norte                | Requer visto                           |                      | | √             |
| Coreia do Sul                  | Autorização Electrónica de Viagem      | 90 dias              | - A validade do K-ETA é de 2 anos, a partir da data de sua aprovação. | √             |
| Costa do Marfim                | eVisa                                  | 3 meses              | - Portadores de eVisa devem chegar pelo Aeroporto Port Bouet. - Obrigatória a apresentação do Certificado Internacional de Vacinação. | X             |
| Costa Rica                     | Não requer visto                       | 90 dias              | | √             |
| Croácia                        | Liberdade de movimento                 |                      | - Cartão de cidadão é aceite como documento de viagem | √             |
| Cuba                           | Requer Tourist Card                    |                      | | √             |
| Dinamarca                      | Liberdade de movimento                 |                      | - Cartão de cidadão é aceite como documento de viagem | √             |
| Djibouti                       | eVisa                                  | 31 dias              | | X             |
| Dominica                       | Não requer visto                       | 90 dias              | - 90 dias dentro de qualquer período de 180 dias. | √             |
| Egito                          | eVisa / Visto na chegada               | 30 dias              | - Cartão de cidadão é aceite como documento de viagem | X             |
| El Salvador                    | Não requer visto                       | 3 meses              | | √             |
| Emirados Árabes Unidos         | Não requer visto                       | 90 dias              | - 90 dias dentro de qualquer período de 180 dias | √             |
| Equador                        | Não requer visto                       | 90 dias              | | X             |
| Eritreia                       | Requer visto                           |                      | - Visto pré-aprovado pode ser retirado na chegada. | √             |
| Eslováquia                     | Liberdade de movimento                 |                      | - Cartão de cidadão é aceite como documento de viagem | √             |
| Eslovénia                      | Liberdade de movimento                 |                      | - Cartão de cidadão é aceite como documento de viagem | √             |
| Espanha                        | Liberdade de movimento                 |                      | - Cartão de cidadão é aceite como documento de viagem | √             |
| Essuatíni                      | Não requer visto                       | 30 dias              | | X             |
| Estados Unidos                 | Visa Waiver Program                    | 90 dias              | - Na chegada do exterior; ESTA (válido por 2 anos quando emitido) necessário se chegar de avião ou navio de cruzeiro. | √             |
| Estónia                        | Liberdade de movimento                 |                      | - Cartão de cidadão é aceite como documento de viagem | √             |
| Etiópia                        | eVisa                                  | até 90 dias          | - O visto na chegada só pode ser obtido no Aeroporto Internacional Bole, em Addis Abeba. - Os titulares de eVisa devem chegar pelo Aeroporto Internacional Bole. - Os eVisas estão disponíveis para estadas de 30 ou 90 dias. | X             |
| Fiji                           | Não requer visto                       | 4 meses              | | X             |
| Filipinas                      | Não requer visto                       | 30 dias              | - 14 dias apenas se o passaporte for emitido para residentes permanentes de Macau | X             |
| Finlândia                      | Liberdade de movimento                 |                      | - Cartão de cidadão é aceite como documento de viagem | √             |
| França                         | Liberdade de movimento                 |                      | - Cartão de cidadão é aceite como documento de viagem | √             |
| Gabão                          | eVisa                                  | 90 dias              | - Os titulares de eVisa devem chegar pelo Aeroporto Internacional de Libreville. - Obrigatória a apresentação do Certificado Internacional de Vacinação. | X             |
| Gâmbia                         | Não requer visto                       | 90 dias              | | X             |
| Geórgia                        | Não requer visto                       | 1 ano                | - Cartão de cidadão é aceite como documento de viagem | √             |
| Gana                           | Requer visto                           |                      | - Visto pré-aprovado pode ser retirado na chegada. | √             |
| Grécia                         | Liberdade de movimento                 |                      | - Cartão de cidadão é aceite como documento de viagem | √             |
| Granada                        | Não requer visto                       | 3 meses              | | √             |
| Guatemala                      | Não requer visto                       | 90 dias              | | √             |
| Guiné                          | eVisa                                  | 90 dias              | | X             |
| Guiné-Bissau                   | eVisa / Visto na chegada               | 90 dias              | | X             |
| Guiné Equatorial               | Requer visto                           |                      | | √             |
| Guiana                         | Não requer visto                       | 3 meses              | | X             |
| Haiti                          | Não requer visto                       | 90 dias              | | X             |
| Honduras                       | Não requer visto                       | 3 meses              | | √             |
| Hungria                        | Liberdade de movimento                 |                      | - Cartão de cidadão é aceite como documento de viagem | √             |
| Iémen                          | Requer visto                           |                      | | √             |
| Ilhas Marshall                 | Não requer visto                       | 90 dias              | - 90 dias dentro de qualquer período de 180 dias | √             |
| Ilhas Salomão                  | Não requer visto                       | 90 dias              | - 90 dias dentro de qualquer período de 180 dias | √             |
| Índia                          | e-Visa                                 | 60 dias              | - Portadores de e-Visa devem chegar por 26 aeroportos (que servem às cidades de Amedabade, Amritsar, Siliguri (Bagdogra), Bangalore, Calecute, Chandigar, Chennai, Cochim, Coimbatore, Déli, Bodh Gaya, Goa, Guwahati, Hyderabad, Jaipur, Calcutá, Lucknow, Madurai, Mangalor, Bombaim, Nagpur, Pune, Tiruvanantapura, Tiruchirappalli, Varanasi e Visagapatão) ou 3 portos marítimos (Cochim, Goa e Mangalor). - Um visto de turismo eletrônico indiano só pode ser obtido duas vezes em um ano civil. | X             |
| Indonésia                      | e-VOA / Visto na chegada               | 30 dias              | | X             |
| Irão                           | eVisa                                  | 30 dias              | - Passageiros que já solicitaram, pelo menos dois dias antes da chegada, o E-Visa no site do Ministério de Relações Exteriores do Irã e apresentar a notificação de submissão no balcão de vistos do aeroporto, poderá obter um visto na chegada. - Disponível nos aeroportos de Queixome, Quis, Mexede, Isfahan, Xiraz, Tabriz e Teerã. | X             |
| Iraque                         | Visto na chegada                       | 60 dias              | - Visto na chegada em fronteiras terrestres, marítimas e aéreas aprovadas. - Não requer visto por até 30 dias para o Curdistã iIraquiano. | X             |
| Irlanda                        | Liberdade de movimento                 |                      | - Cartão de cidadão é aceite como documento de viagem | √             |
| Islândia                       | Liberdade de movimento                 |                      | - Cartão de cidadão é aceite como documento de viagem | √             |
| Israel                         | Não requer visto                       | 3 meses              | | √             |
| Itália                         | Liberdade de movimento                 |                      | - Cartão de cidadão é aceite como documento de viagem | √             |
| Jamaica                        | Não requer visto                       | 30 dias              | | X             |
| Japão                          | Não requer visto                       | 90 dias              | | √             |
| Jordânia                       | Visto na chegada                       |                      | - 40,00 JOD (Gratuito com o Jordan Pass + 3 três noites já reservadas no país). - Aplicam-se condições. - Não está disponível em todos os postos de fronteira. | X             |
| Kiribati                       | Não requer visto                       | 90 dias              | - 90 dias dentro de qualquer período de 180 dias | √             |
| Kuwait                         | eVisa / Visto na chegada               | 3 meses              | | X             |
| Laos                           | eVisa / Visto na chegada               | 30 dias              | - O visto na chegada está disponível nos aeroportos internacionais de Luang Prabang, Pakxe, Savannakhet e Vientiane, nas 4 pontes da amizade Thai-Laos, 13 passagens de fronteira e na estação ferroviária de Tanalaeng, em Vientiane. O visto na chegada será gradualmente eliminado a partir de janeiro de 2020. - O eVisa pode ser usado para entrar no Laos pelo Aeroporto Internacional de Wattay e pela Primeira Ponte da Amizade entre Tailândia e Laos. - As passagens de fronteira de Lalai, Lantui, Meuang mom, Pakxan e Phoudou estão abertas apenas para portadores de visto. - O visto na chegada é prorrogável por até 60 dias. | X             |
| Lesoto                         | Não requer visto                       | 14 dias              | | X             |
| Letónia                        | Liberdade de movimento                 |                      | - Cartão de cidadão é aceite como documento de viagem | √             |
| Líbano                         | Visto gratuito na chegada              | 1 month              | - Prorrogável por mais 2 meses - Provido sem custosAeroporto Internacional de Beirute ou em qualquer outro ponto de entrada, caso não haja visto ou carimbo de Israel, possua um número de telefone e um endereço no Líbano, além de um bilhete não retornável ou de viagem circular. | X             |
| Libéria                        | Requer visto                           |                      | - Visto pré-aprovado pode ser retirado na chegada. | √             |
| Líbia                          | Requer visto                           |                      | - Visto pré-aprovado pode ser retirado na chegada. | √             |
| Liechtenstein                  | Liberdade de movimento                 |                      | - Cartão de cidadão é aceite como documento de viagem | √             |
| Lituânia                       | Liberdade de movimento}}               |                      | - Cartão de cidadão é aceite como documento de viagem | √             |
| Luxemburgo                     | Liberdade de movimento                 |                      | - Cartão de cidadão é aceite como documento de viagem | √             |
| Macedónia do Norte             | Não requer visto                       | 90 dias              | - Cartão de cidadão é aceite como documento de viagem | √             |
| Madagascar                     | eVisa / Visto na chegada               | 90 dias              | | X             |
| Malásia                        | Não requer visto                       | 90 dias              | | √             |
| Malawi                         | eVisa / Visto na chegada               | 90 dias              | | X             |
| Maldivas                       | Free Visto na chegada                  | 30 dias              | | X             |
| Mali                           | Requer visto                           |                      | | √             |
| Malta                          | Liberdade de movimento                 |                      | - Cartão de cidadão é aceite como documento de viagem | √             |
| Marrocos                       | Não requer visto                       | 3 meses              | | X             |
| Maurício                       | Não requer visto                       | 90 dias              | | √             |
| Mauritânia                     | Visto na chegada                       |                      | - Disponível no Aeroporto Internacional Nuaquexote-Oumtounsy. - Obrigatória a apresentação do Certificado Internacional de Vacinação ou Profilaxia | √             |
| México                         | Não requer visto                       | 180 dias             | | √             |
| Mianmar                        | eVisa                                  | 28 dias              | - Os portadores de eVisa devem chegar pelos aeroportos de Rangum, Nepiedó ou Mandalay, ou pelas fronteiras terrestres com a Tailândia — Tachileik, Myawaddy e Kawthaung ou Índia — Rih Khaw Dar e Tamu. - eVisa disponível para fins de turismo (permanência permitida de 28 dias) ou negócios (permanência permitida de 70 dias). | X             |
| Micronésia                     | Não requer visto                       | 90 dias              | - 90 dias dentro de qualquer período de 180 dias | √             |
| Moçambique                     | Visto na chegada                       | 30 dias              | | X             |
| Moldávia                       | Não requer visto                       | 90 dias              | - 90 dias dentro de qualquer período de 180 dias - Cartão de cidadão é aceite como documento de viagem | √             |
| Mónaco                         | Não requer visto                       |                      | - Cartão de cidadão é aceite como documento de viagem | √             |
| Mongólia                       | Não requer visto                       | 30 dias              | - O Ministério das Relações Exteriores da Mongólia isentou 34 países de visto, de janeiro de 2023 a dezembro de 2025. | X             |
| Montenegro                     | Não requer visto                       | 90 dias              | - Cartão de cidadão é aceite como documento de viagem for 30 dias | √             |
| Namíbia                        | Não requer visto                       | 3 meses              | - 3 meses dentro de um ano natural | X             |
| Nauru                          | Requer visto                           |                      | | √             |
| Nepal                          | Visto na chegada                       | 150 dias             | - Não está disponível em todos os pontos de entrada. | X             |
| Nicarágua                      | Não requer visto                       | 90 dias              | | √             |
| Níger                          | Requer visto                           |                      | | √             |
| Nigéria                        | Requer visto                           |                      | - Visto pré-aprovado pode ser retirado na chegada. | √             |
| Noruega                        | Liberdade de movimento                 |                      | - Cartão de cidadão é aceite como documento de viagem | √             |
| Nova Zelândia                  | Autoridade Eletrónica de Viagem        | 3 meses              | - Portadores de passaporte português também devem ter o direito de viver permanentemente em Portugal, caso contrário, um visto é necessário. - Taxa de Turismo e Conservação de Visitantes Internacionais deve ser paga ao solicitar uma Autoridade Eletrónica de Viagem. - Os titulares de um Visto de Residente Permanente Australiano ou Visto de Retorno de Residente podem receber um Visto de Residente da Nova Zelândia na chegada, que permite estadia indefinida (de acordo com o Trans-Tasman Travel Arrangement), sujeito ao cumprimento dos requisitos de caráter e obtenção de uma Autoridade Eletrónica de Viagem antes da partida. Esses viajantes não são obrigados a pagar a Taxa de Turismo e Conservação de Visitantes Internacionais. | X             |
| Omã                            | Não requer visto                       | 14 dias              | - Também está disponível o eVisa válido por 30 dias. - Portadores de passaportes diplomáticos ou oficiais podem ficar por até 90 dias. | X             |
| Países Baixos                  | Liberdade de movimento                 |                      | - Cartão de cidadão é aceite como documento de viagem | √             |
| Palau                          | Não requer visto                       | 90 dias              | - 90 dias dentro de qualquer período de 180 dias | √             |
| Panamá                         | Não requer visto                       | 180 dias             | | √             |
| Papua Nova Guiné               | eVisa / Visto gratuito na chegada      | 60 dias              | - Visto na chegada está suspenso de momento. | X             |
| Paquistão                      | Visto Online                           |                      | - Elegível para visto online. - Autorização Electrónica de Viagem para obter um visto na chegada para finalidade de negócios. | X             |
| Paraguai                       | Não requer visto                       | 90 dias              | | √             |
| Peru                           | Não requer visto                       | 90 dias              | - 90 dias dentro de qualquer período de 6 meses | √             |
| Polônia                        | Liberdade de movimento                 |                      | - Cartão de cidadão é aceite como documento de viagem | √             |
| Quênia                         | eVisa                                  | 3 meses              | | X             |
| Quirguistão                    | Não requer visto                       | 60 dias              | | X             |
| Reino Unido                    | Não requer visto                       | 6 meses              | - Cidadãos portugueses podem usar os portões automáticos ePassport para passar pela fronteira aquando da chegada. | √             |
| República Centro-Africana      | Requer visto                           |                      | | √             |
| República Dominicana           | Não requer visto                       | 90 dias              | | X             |
| Romênia                        | Liberdade de movimento                 |                      | - Cartão de cidadão é aceite como documento de viagem | √             |
| Ruanda                         | eVisa / Visto na chegada               | 30 dias              | | X             |
| Rússia                         | Requer visto                           |                      | - Portadores de e-Visa devem chegar e partir por 29 checkpoints - e-Visa está suspenso de momento. | √             |
| Santa Lúcia                    | Não requer visto                       | 90 dias              | - 90 dias dentro de qualquer período de 180 dias | √             |
| São Cristóvão e Névis          | Não requer visto                       | 3 meses              | | √             |
| São Tomé e Príncipe            | Não requer visto                       | 15 dias              | | X             |
| São Vicente e Granadinas       | Não requer visto                       | 90 dias              | - 90 dias dentro de qualquer período de 180 dias | √             |
| Samoa                          | Não requer visto                       | 90 dias              | - 90 dias dentro de qualquer período de 180 dias | √             |
| San Marino                     | Não requer visto                       |                      | - Cartão de cidadão é aceite como documento de viagem | √             |
| Senegal                        | Não requer visto                       | 90 dias              | | X             |
| Sérvia                         | Não requer visto                       | 90 dias              | - 90 dias dentro de qualquer período de 6 meses - Cartão de cidadão é aceite como documento de viagem | √             |
| Serra Leoa                     | Visto na chegada                       |                      | - Obrigatória a apresentação do Certificado Internacional de Vacinação. | X             |
| Seychelles                     | Não requer visto                       | 3 meses              | | √             |
| Singapura                      | Não requer visto                       | 90 dias              | | √             |
| Síria                          | Requer visto                           |                      | | √             |
| Somália                        | Visto na chegada                       |                      | - Disponível nos aeroportos de Bosaso, Gaalkacyo e Mogadíscio | X             |
| Sri Lanka                      | eVisa / Visto na chegada               | 30 dias              | Autorização Eletrônica de Viagem pode também ser obtida online na chegada. - 30 dias, prorrogáveis para até 6 meses. | X             |
| Sudão                          | Requer visto                           |                      | | √             |
| Sudão do Sul                   | Electronic Visa                        |                      | - Solicitável online - Autorização de visto impressa deve ser apresentada no momento da viagem - Obrigatória a apresentação do Certificado Internacional de Vacinação. | X             |
| Suécia                         | Liberdade de movimento                 |                      | - Cartão de cidadão é aceite como documento de viagem | √             |
| Suíça                          | Liberdade de movimento                 |                      | - Cartão de cidadão é aceite como documento de viagem | √             |
| Suriname                       | Não requer visto                       | 90 dias              | - Uma taxa de entrada de 25 dólares ou 25 Euros deve ser paga online antes da chegada. - eVisa de múltiplas entradas também está disponível. | X             |
| Tailândia                      | Não requer visto                       | 45 dias              | - Máximo de duas visitas anuais se não chegar por via aérea. | X             |
| Tajiquistão                    | Não requer visto                       | 30 dias              | - eVisa também disponível online para uma permanência máxima de 60 dias dentro de 90 dias. - Portadores de eVisa podem entrar por todos os pontos de fronteira. | X             |
| Tanzânia                       | eVisa / Visto na chegada               | 3 meses              | | X             |
| Timor-Leste                    | Não requer visto                       | 90 dias              | - 90 dias dentro de qualquer período de 180 dias | √             |
| Togo                           | Visto na chegada                       | 7 dias               | | X             |
| Tonga                          | Não requer visto                       | 90 dias              | - 90 dias dentro de qualquer período de 180 dias | √             |
| Trindade e Tobago              | Não requer visto                       | 90 dias              | - 90 dias dentro de qualquer período de 180 dias | √             |
| Tunísia                        | Não requer visto                       | 3 meses              | - Cartão de cidadão é aceite como documento de viagem in certain cases | X             |
| Turcomenistão                  | Requer visto                           |                      | - Visto pré-aprovado pode ser retirado na chegada. | √             |
| Turquia                        | Não requer visto                       | 90 dias              | - 90 dias dentro de qualquer período de 180 dias - Cartão de cidadão é aceite como documento de viagem | X             |
| Tuvalu                         | Não requer visto                       | 90 dias              | - 90 dias dentro de qualquer período de 180 dias | √             |
| Ucrânia                        | Não requer visto                       | 90 dias              | - 90 dias dentro de qualquer período de 180 dias | √             |
| Uganda                         | eVisa                                  | 3 meses              | - Determinado no ponto de entrada. - É possível aplicar para o eVisa online. | X             |
| Uruguai                        | Não requer visto                       | 90 dias              | | √             |
| Uzbequistão                    | Não requer visto                       | 30 dias              | | X             |
| Vanuatu                        | Não requer visto                       | 90 dias              | - 90 dias dentro de qualquer período de 180 dias | √             |
| Vaticano                       | Não requer visto                       |                      | - Cartão de cidadão é aceite como documento de viagem | √             |
| Venezuela                      | Não requer visto                       | 90 dias              | | √             |
| Vietname                       | eVisa                                  | 30 dias              | - Isenção de visto por até 30 dias para Phú Quốc. | X             |
| Zâmbia                         | Não requer visto                       | 90 dias              | - Também elegível para um visto universal que permite o acesso ao Zimbábue. - Obrigatória a apresentação do Certificado Internacional de Vacinação. | X             |
| Zimbábue                       | eVisa / Visto na chegada               | 3 meses              | - Estritamente para turismo apenas. - Também elegível para um visto universal que permite o acesso à Zâmbia. | X             |

## Territórios e áreas disputadas
Requisitos de visto para cidadãos portugueses para visitas a vários territórios, áreas em disputa, países parcialmente reconhecidos e zonas restritas:
| Visitante de                               | Requisitos de visto | Observações (excluindo taxas de partida) |
| Europa                                     | Europa | Europa |
| ------------------------------------------ | --- | --- |
| Abecásia                                   | Requer visto | |
| Brest e Hrodna                             | Não requer visto | Não requer visto por 10 dias |
| Crimeia                                    | Requer visto | Requer visto emitido pela Rússia. Território acessado sob a política de vistos da Rússia. |
| Chipre do Norte                            | Não requer visto | 3 meses - Cartão de cidadão é aceite como documento de viagem |
| Linha Verde (Chipre)                       | Requer permissão de acesso | Permissão de acesso é necessária para viajar dentro da zona, exceto áreas de uso civil. |
| Ilhas Feroé                                | Não requer visto | - Cartão de cidadão é aceite como documento de viagem |
| Gibraltar                                  | Não requer visto | - Cartão de cidadão é aceite como documento de viagem. |
| Guernsey                                   | Não requer visto | |
| Alderney                                   | Não requer visto. | |
| Sark                                       | Não requer visto. | |
| Ilha de Man                                | Não requer visto | |
| Monte Atos                                 | Requer permissão especial | Requer permissão especial (4 dias: 25 euro para visitantes ortodoxos, 35 euro para não-Ortodoxos e 18 euro para estudantes). Existe uma quota de visitantes: máximo de 100 Ortodoxos e 10 não-Ortodoxos por dia. Mulheres não são permitidas. |
| Jersey                                     | Não requer visto | |
| Kosovo                                     | Não requer visto | 90 dias - Cartão de cidadão é aceite como documento de viagem |
| Jan Mayen                                  | Permissão requerida | Para permanecer por menos de 24 horas, é necessária uma permissão emitida pela polícia local. Para permanência superior a 24 horas, é necessária uma autorização emitida pela polícia norueguesa. |
| Svalbard                                   | Não requer visto | Período de permanência ilimitado sob o Tratado de Svalbard. - Cartão de cidadão é aceite como documento de viagem |
| Nova Rússia (projeto de confederação)      | Área restrita | A travessia da Ucrânia exige que o objetivo da visita seja explicado ao controle de passaporte ucraniano na saída e aqueles que tentam entrar a partir da Rússia não podem prosseguir para o território da Ucrânia. |
| Oblast de Kaliningrado (Rússia)            | eVisa | Desde 1 de julho de 2019, cidadãos portugueses são elegíveis para um eVisa que dá acesso ao Oblast de Kaliningrad por 8 dias. |
| Ossétia do Sul                             | Não requer visto | Visto de múltiplas entradas para a Rússia e notificação 3 dias antes da chegada à Ossétia do Sul para entrar. |
| Rússia                                     | Requer autorização especial | Autorização especial necessária para várias cidades e regiões fechadas na Rússia. |
| Transnístria                               | Não requer visto | Obrigatório registro junto à polícia para estadias acima de 24 horas. |
| África                                     | | |
| Madeira                                    | Liberdade de movimento | Permanência Ilimitada no Território de Portugal. Os cidadãos portugueses têm permanentemente o direito de viver e trabalhar livremente na Madeira. - As Ilhas Selvagens também são Zona Territorial de Portugal. |
| Eritreia fora de Asmara                    | Requer Autorização de Viagem | Para viajar no resto do país, é necessária uma Autorização de Viagem para Estrangeiros (20 Nakfa). |
| Território Britânico do Oceano Índico      | Requer permissão especial | Requer permissão especial. |
| Ceuta                                      | Liberdade de movimento | - Cartão de cidadão é aceite como documento de viagem |
| Ilhas Canárias                             | Liberdade de movimento | - Cartão de cidadão é aceite como documento de viagem |
| Melilla                                    | Liberdade de movimento | - Cartão de cidadão é aceite como documento de viagem |
| Mayotte                                    | Liberdade de movimento | - Cartão de cidadão é aceite como documento de viagem |
| Reunião                                    | Liberdade de movimento | - Cartão de cidadão é aceite como documento de viagem |
| Ilha de Ascensão                           | eVisa | - 3 meses dentro de qualquer período do ano |
| Santa Helena                               | Requer Visitor's Pass | Visitor's Pass concedido na chegada válido por 4/10/21/60/90 dias por 12/14/16/20/25 libras esterlinas. |
| Tristão da Cunha                           | Requer permissão | Permissão para ir à terra por 15/30 libras esterlinas (iate/navio de passageiros) para a ilha de Tristão da Cunha ou 20 libras esterlinas para Ilha Gough, Ilha Inacessível ou Ilha do Rouxinol. |
| Saara Ocidental                            | Indefinido | Regime de visto indefinido no território controlado pelo Saara Ocidental. |
| Somalilândia                               | Visto na chegada | 30 dias por 30 dólares, pagos na chegada. |
| Sudão                                      | Requer permissão de viagem | Todos os estrangeiros que viajem mais de 25 quilómetros fora de Cartum devem obter uma autorização de viagem. |
| Darfur                                     | Requer permissão de viagem | É necessária uma autorização de viagem separada. |
| Ásia                                       | | |
| Cazaquistão                                | Requer permissão especial | Permissão especial necessária para a cidade de Baikonur e arredores na região de Kyzylorda e para a cidade de Gvardeyskiy, perto de Almati. |
| Hainan                                     | Não requer visto | Não requer visto for 30 dias caso possua uma carta-convite de uma agência de turismo local acreditada ou apresentar ao oficial da imigração uma confirmação de reserva de hotel junto a um bilhete de volta ou de continuação da viagem. |
| Hong Kong                                  | Não requer visto | 90 dias |
| Macau                                      | Não requer visto | 90 dias |
| Taiwan                                     | Não requer visto | 90 dias |
| Região Autónoma do Tibete                  | Requer TTP | Requer o TTP - Tibet Travel Permit (10 dólares). |
| Coreia do Norte fora de Pyongyang          | Permissão especial necessária | As pessoas não podem sair da capital, os turistas só podem sair da capital com um guia turístico governamental (sem deslocamento independente). |
| Iémen                                      | Requer permissão especial | Permissão especial necessária para viajar para fora de Saná ou Aden. |
| Índia PAP/RAP                              | Requer PAP/RAP | Licença de Área Protegida (PAP) necessária para estados inteiros de Nagalândia e Siquim e partes dos estados Manipur, Arunachal Pradexe, Utaracanda, Jamu e Caxemira, Rajastão, Himachal Pradexe. Permissão de Área Restrita (RAP) necessária para todas as ilhas Andaman e Nicobar e partes de Siquim. Alguns desses requisitos são ocasionalmente suspensos por um ano. |
| Curdistão iraquiano                        | Visto na chegada | Visto na chegada por 15 dias disponível nos aeroportos de Erbil e Suleimânia. |
| Ilha Quis                                  | Não requer visto | Não é necessário visto. |
| Sabá e Sarauaque                           | Não requer visto | Não é necessário visto. Esses estados têm suas próprias autoridades de imigração e passaporte é necessário para viajar para eles. Porém, o mesmo visto se aplica. |
| Maldivas                                   | Permissão requerida | Com exceção da capital Malé, os turistas geralmente são proibidos de visitar ilhas que não sejam resorts sem a permissão expressa do Governo das Maldivas. |
| Palestina                                  | Não requer visto | Proibida a chegada à Faixa de Gaza por via marítima. |
| Província Autônoma de Gorno-Badaquexão     | Requer permissão OIVR | Província Autônoma de Gorno-Badaquexão - permissão OIVR necessária (15+5 Somoni) e outra permissão especial (gratuita) é necessária para o Lago Sarez. |
| Turcomenistão                              | Requer permissão especial | Uma permissão especial, emitida antes da chegada pelo Ministério das Relações Exteriores, é necessária para visitar os seguintes locais: Daşoguz, Hazar, Kerki, Serakhs e Serhetabat. |
| Phú Quốc                                   | Não requer visto | 30 dias |
| Zona Desmilitarizada da Coreia             | Zona restrita | |
| Zona UNDOF das Nações Unidas e Ghajar      | Zona restrita | |
| Caraíbas e Atlântico Norte                 | | |
| Açores                                     | Liberdade de movimento | Permanência Ilimitada no Território de Portugal. Os cidadãos portugueses têm permanentemente o direito de viver e trabalhar livremente nos Açores. |
| Anguilla                                   | Não requer visto | 3 meses |
| Aruba                                      | Não requer visto | 30 dias, extendable to 180 dias |
| Bermuda                                    | Não requer visto | Até 6 meses, decidio aquando da chegada |
| Bonaire, Santo Eustáquio e Saba            | Não requer visto | 3 meses |
| Ilhas Virgens Britânicas                   | Não requer visto | 30 dias, prorrogação possível |
| Ilhas Caimã                                | Não requer visto | 6 meses |
| San Andrés e Leticia                       | Cartão de turista na chegada | Os visitantes que chegam ao Aeroporto Internacional Gustavo Rojas Pinilla e ao Aeroporto Internacional Alfredo Vásquez Cobo devem comprar cartões de turista na chegada. |
| Curaçau                                    | Não requer visto | 3 meses |
| Guiana Francesa                            | Liberdade de movimento | - Cartão de cidadão é aceite como documento de viagem |
| Antilhas Francesas                         | Liberdade de movimento | As Antilhas Francesas englobam: Martinica, Guadalupe, São Martinho e São Bartolomeu. - Cartão de cidadão é aceite como documento de viagem |
| Groenlândia                                | Não requer visto | - Cartão de cidadão é aceite como documento de viagem |
| Ilha Margarita                             | Não requer visto | Todos ps visitantes têm suas digitais recolhidas. |
| Monserrate                                 | Não requer visto | 6 meses - Cartão de cidadão é aceite como documento de viagem (max.14 dias) |
| Porto Rico                                 | Visa Waiver Program | 90 dias aquando da chegada por via marítima por 2 anos, requer o ESTA |
| São Pedro e Miquelão                       | Liberdade de movimento | - Cartão de cidadão é aceite como documento de viagem |
| São Martinho (Países Baixos)               | Não requer visto | 3 meses |
| Ilhas Turcas e Caicos                      | Não requer visto | 90 dias |
| Ilhas Virgens Americanas                   | Visa Waiver Program | 90 dias aquando da chegada por via marítima por 2 anos, requer o ESTA |
| Oceania                                    | | |
| Ilhas Ashmore e Cartier                    | Requer autorização especial | Requer autorização especial. |
| Ilha Clipperton                            | Requer permissão especial | Requer permissão especial. |
| Ilhas Cook                                 | Não requer visto | 31 dias |
| Província de Lau                           | Requer permissão especial | Requer permissão especial. |
| Polinésia Francesa                         | Liberdade de movimento | - Cartão de cidadão é aceite como documento de viagem |
| Guam                                       | Visa Waiver Program | 90 dias aquando da chegada por via marítima por 2 anos. Requer o ESTA |
| Nova Caledônia                             | Liberdade de movimento | - Cartão de cidadão é aceite como documento de viagem |
| Niue                                       | Não requer visto | 30 dias |
| Marianas Setentrionais                     | Não requer visto | Não requer visto dentro do Visa Waiver Program, por 90 dias aquando da chegada por via marítima por 2 anos. Requer o ESTA. |
| Ilhas Pitcairn                             | Não requer visto | Não requer visto por até 14 dias e paga-se uma taxa de aterragem de US$35 ou uma taxa de US$5 se não for para a terra. |
| Tokelau                                    | Requer permissão de entrada | |
| Samoa Americana                            | Electronic authorization | 30 dias |
| Ilhas Menores Distantes dos Estados Unidos | Requer permissões especiais | Requer permissões especiais para Atol Johnston, Atol Midway, Atol Palmyra, Ilha Baker, Ilha Howland, Ilha Jarvis, Ilha Wake e Recife Kingman. |
| Wallis e Futuna                            | Liberdade de movimento | - Cartão de cidadão é aceite como documento de viagem |
| América do Sul                             | | |
| Galápagos                                  | Requer pré-registro | Pré-registro online é necessário. O Cartão de Controle de Trânsito também deve ser obtido no aeroporto antes da partida. |
| Atlântico Sul e Antártica                  | | |
| Ilhas Malvinas                             | Não requer visto | Não requer visto. |
| Ilhas Geórgia do Sul e Sandwich do Sul     | Requer permissão | Permissão requerida antes da chegada do Comissionário (72 horas/1 mês por 110/160 libras esterlinas) |
| Antarctica                                 | Requer permissões especiais para Ilha Bouvet, Território Antártico Britânico, Terras Austrais e Antárticas Francesas, Antártida Argentina, Território Antártico Australiano, Território Antártico Chileno, Ilha Heard e Ilhas McDonald, Ilha de Pedro I, Terra da Rainha Maud, Dependência de Ross. | Requer permissões especiais para Ilha Bouvet, Território Antártico Britânico, Terras Austrais e Antárticas Francesas, Antártida Argentina, Território Antártico Australiano, Território Antártico Chileno, Ilha Heard e Ilhas McDonald, Ilha de Pedro I, Terra da Rainha Maud, Dependência de Ross.                                                                       |

## Restrições mais comuns para viagens a países que não requerem visto

### Páginas em branco no passaporte
Muitos países exigem um número mínimo de páginas em branco no passaporte apresentado, normalmente uma ou duas páginas. As páginas de endosso, que geralmente aparecem após as páginas do visto, não são consideradas válidas ou disponíveis.

### Vacinação
Os países africanos de Angola, Benim, Burquina Fasso, Burundi, Camarões, Chade, Costa do Marfim, Guiné Equatorial, Gabão, Gâmbia, Gana, Guiné-Bissau, Libéria, Mali, Mauritânia, Níger, Quênia, República Centro-Africana, República Democrática do Congo, República do Congo, Ruanda, Senegal, Serra Leoa, Sudão do Sul, Togo, Uganda e Zâmbia exigem que todos os passageiros que chegam ao país com mais de nove meses a um ano tenham um Certificado Internacional de Vacinação ou Profilaxia atualizado, assim como o território sul-americano da Guiana Francesa.
Alguns outros países exigem a vacinação apenas se o passageiro vier de uma área infectada ou tiver visitado uma recentemente ou transitado por 12 horas nesses países: África do Sul, Argélia, Botsuana, Cabo Verde, Chade, Djibouti, Egito, Eritreia, Essuatíni, Etiópia, Gâmbia, Gana, Guiné, Guiné Equatorial, Lesoto, Líbia, Madagascar, Malawi, Maurícia, Mauritânia, Moçambique, Namíbia, Nigéria, Papua Nova Guiné, Seicheles, Somália, Sudão, Tunísia, Uganda, Tanzânia, Zâmbia e Zimbábue.

### Validade do passaporte
Pouquíssimos países, como o Paraguai, exigem apenas um passaporte válido na chegada.
No entanto, muitos países e grupos de países agora exigem apenas um documento de identidade – especialmente de seus vizinhos. Outros países podem ter acordos bilaterais especiais que se afastam da generalidade de suas políticas de validade de passaporte para encurtar o período de validade exigido para os cidadãos uns dos outros ou até mesmo aceitar passaportes que já expiraram (mas não foram cancelados).
Alguns países, como Japão, Irlanda e Reino Unido, exigem um passaporte válido durante todo o período da estadia pretendida.
Na ausência de acordos bilaterais específicos, os países ou territórios que exigem que os passaportes sejam válidos por pelo menos mais 6 meses aquando da chegada incluem Afeganistão, Anguila, Arábia Saudita, Argélia, Bahrein, Butão, Botsuana, Brunei, Camboja, Camarões, Cabo Verde, Catar, Chade, Comores, Costa Rica, Costa do Marfim, Curaçao, Emirados Árabes Unidos, Egito, El Salvador, Equador, Filipinas, Guiné Equatorial, Fiji, Gabão, Guiné Bissau, Guiana, Haiti, Ilhas Cayman, Ilhas Marshall, Ilhas Salomão, Ilhas Virgens Britânicas, Índia, Indonésia, Irã, Iraque, Israel, Jordânia, Kiribati, Kuwait, Laos, Madagascar, Malásia, Mongólia, Mianmar, Namíbia, Nepal, Nicarágua, Nigéria, Omã, Palau, Papua Nova Guiné, Peru, Quênia, República Centro-Africana, Ruanda, Samoa, Singapura, Somália, Sri Lanka, Sudão, Suriname, Tanzânia, Tailândia, Timor-Leste, Tokelau, Tonga, Turquia, Tuvalu, Uganda, Vanuatu, Venezuela e Vietnã.
Os países que exigem passaportes válidos por pelo menos 4 meses na chegada incluem Micronésia e Zâmbia.
Os países que exigem passaportes com validade de pelo menos 3 meses além da data prevista de partida incluem Azerbaijão, Bósnia e Herzegovina, Honduras, Montenegro, Nauru, Moldávia e Nova Zelândia. Da mesma forma, os países do EEE: Islândia, Liechtenstein, Noruega, todos os países da União Europeia (exceto Irlanda), juntamente com a Suíça, também exigem 3 meses de validade além da data prevista de partida do portador, a menos que o portador seja cidadão do EEE ou da Suíça.
Os países que exigem passaportes válidos por pelo menos 3 meses na chegada incluem Albânia, Macedônia do Norte, Panamá e Senegal.
As Bermudas exigem que os passaportes sejam válidos por pelo menos 45 dias na entrada.
Os países e territórios que exigem passaportes com validade de pelo menos um mês além da data prevista de partida incluem África do Sul, Eritreia, Hong Kong, Líbano, Macau, Maldivas.

#### Idade máxima do passaporte
Os países do Espaço Schengen exigem que os passaportes de países não pertencentes à UE tenham menos de 10 anos na entrada. Vários titulares de passaportes britânicos, que até setembro de 2018 podiam ser emitidos com um período de validade de até 10 anos e nove meses se o passaporte anterior não estivesse vencido, não puderam viajar para a UE após o Brexit devido a essa restrição.

### Antecedentes criminais
Alguns países, incluindo Austrália, Canadá, Fiji, Nova Zelândia e Estados Unidos, barram rotineiramente a entrada de estrangeiros com antecedentes criminais, enquanto outros impõem restrições dependendo do tipo de condenação e da duração da pena.

### Persona non grata
O governo de um país pode declarar um diplomata Persona non grata, proibindo-o de entrar no país ou expulsando-o caso já tenha entrado. Em situações não diplomáticas, as autoridades de um país também podem declarar um estrangeiro persona non grata permanente ou temporariamente, geralmente devido a atividades ilegais.
O Azerbaijão declara como persona non grata pessoas que apresentem em seus passaportes vestígios de visita ao antigo estado de Artsaque sem o seu consentimento.

### Carimbos de Israel
Kuwait, Líbano, Líbia, e Iêmen não permitem a entrada de pessoas com carimbos de passaporte de Israel ou cujos passaportes tenham um visto israelense, usado ou não, ou quando houver evidências de viagens anteriores a Israel, como carimbos de entrada ou saída de postos de fronteira vizinhos em países de trânsito como Jordânia e Egito.
Para contornar o boicote da Liga Árabe a Israel, os serviços de imigração israelenses praticamente deixaram de carimbar passaportes de estrangeiros na entrada ou saída de Israel (a menos que a entrada seja para fins profissionais). Desde 15 de janeiro de 2013, Israel não carimba mais passaportes estrangeiros no Aeroporto Internacional Ben Gurion. Os passaportes ainda são carimbados (desde 22 de junho de 2017) em Erez ao entrar e sair de Gaza.
O Irã recusa a admissão de portadores de passaportes que contenham visto ou carimbo israelense com menos de 12 meses.

### Biometria
Vários países exigem que todos os viajantes, ou todos os viajantes estrangeiros, sejam submetidos à coleta de impressões digitais na chegada e barram ou até mesmo prendem os viajantes que se recusam a ceder sua biometria. Em alguns países, como os Estados Unidos, isso pode se aplicar até mesmo a passageiros em trânsito que desejam apenas fazer uma escala em vez de desembarcar.
Os países/regiões que realizam a coleta de impressões digitais incluem Afeganistão, Arábia Saudita, Argentina, Brunei, Camboja, China, Coreia do Sul, Emirados Árabes Unidos, Estados Unidos, Etiópia, Gana, Guiné, Índia, Japão, Malásia (na entrada e na saída), Mongólia, Quênia (impressões digitais e uma foto são tiradas), Singapura, Taiwan, Tailândia, Uganda.
Muitos países também exigem que seja tirada uma foto das pessoas que entram no país. Os Estados Unidos, que não implementam integralmente as formalidades de controle de saída em suas fronteiras terrestres (embora isso seja exigido há muito tempo por sua própria legislação), pretendem implementar o reconhecimento facial para passageiros que partem de aeroportos internacionais para identificar pessoas que ultrapassaram o prazo de validade do visto.
Juntamente com o reconhecimento de impressão digital e facial, a digitalização da íris é uma das três tecnologias de identificação biométrica padronizadas internacionalmente desde 2006 pela Organização da Aviação Civil Internacional (OACI) para uso em passaportes eletrônicos e os Emirados Árabes Unidos realizam a digitalização da íris em visitantes que precisam solicitar um visto. O Departamento de Segurança Interna dos Estados Unidos anunciou planos para aumentar significativamente os dados biométricos coletados nas fronteiras dos EUA. Em 2018, Singapura iniciou testes de digitalização da íris em três postos de controle de imigração terrestre e marítima.